# Sydnee Steele
Sydnee Steele (nascuda Amy Jaynes el 23 de setembre, 1968 Dallas, Texas)) és una actriu porno, activista, escriptora i terapeuta sexual americana. Va aparèixer en més de 300 pel·lícules abans de la seva retirada l'any 2005.

## Biografia
Steele va néixer a Dallas, Texas, i és filla d'un professor d'escola. Ha dit que en la seva infantesa va ser molt tímida i introvertida, relatant en una entrevista l'any 2001 a la revista AVN, "Solia amagar-me darrere dels pantalons dels meu pare quan algú em saludava." Abans d'entrar a la pornografia Sydnee ostentava una posició com a oficial financera en una companyia d'iots esportius a Texas.
A mitjans de la dècada dels anys noranta, mentre treballava com a venedora de joies en un centre comercial de Dallas, Steele va conèixer a Michael Raven, un venedor d'actuacions. Es van casar, trobant un comú interès en la pornografia i en el intercanvi de parelles, després mudant-se a Los Angeles, Califòrnia per convertir el seu hobbie en la seva carrera. El seu matrimoni va durar 10 anys, mentre que Raven va esdevenir un famós director de pel·lícules pornogràfiques.

### Actriu
Steele va ser introduïda a la indústria pel seu amic, A.J. Crowell, que en aquest temps era l'amo de Sundown, una guia d'entreteniment per a adults a Texas. El seu debut en la indústria per a adults va incloure ser pintada com a zebra per a un trio en la pel·lícula The Queen's Challenge (1997), conjuntament amb Anna Malle i Jade St. Clair. El seu primer gran paper va ser en la pel·lícula Flashpoint (1997), dirigida per l'actor i director Brad Armstrong, al com va conèixer en una exposició per a cavallers. Es va mantenir com a actriu independent en la primera part de la seva carrera, després de la qual cosa va treballar per a les empreses per a adults Elegant Angel, els estudis de Metre, New Sensations, Sense City, VCA Fotos i Vivid Entreteinment.
L'any 2001 va signar un contracte d'exclusivitat amb Wicked Pictures, convertint-se en una "Wicked Girl". Després que ella va realitzar moltes pel·lícules pornogràfiques va començar a guanyar premis. La seva pel·lícula més aclamada va ser Euphoria del director, per la qual va obtenir el premi AVN a la Millor Actriu del 2002. Novament va ser nominada a millor actriu en el 2003 per Falling From Grace i en el 2004 per Lost And Found.
L'any 2004, mentre rodava la pel·lícula Pillow Talk, dirigida per Devinn Lane, Sydnee va dir a la revista AVN que s'havia enamorat d'un home que no tenia cap relació amb la indústria pornogràfica, per la qual cosa solament faria escenes de contingut lèsbic. Això va fer que filmés la seva darrera pel·lícula pornogràfica. Steele va deixar la indústria a l'abril de 2005.
L'any 2007 el seu nom va entrar en el Passeig de la Fama de l'AVN.
El 8 de març de 2009 va aparèixer en un episodi de Tim and Eric awesome show, great job! conjuntament amb Tommy Wiseau, interpretant a l'actriu Jessica Alba.

## Premis
Premis XRCO
- 1999 Unsung Siren
- 2004 DVD de l'any, Euphoria[10]

Premis AVN
- 2001 Millor escena de parella – Pel·lícula, amb Bobby Vitale per Facade[4]
- 2001 Millor Escena de Dones – Video, amb Jewel De'Nyle per Dark Angels[4]
- 2002 Millor Actriu – Video, per Euphoria[6]
- 2003 Millor Actriu de Repartiment – Video, per Breathless
- 2007 Passeig de la Fama AVN[9]

## Filmografia parcial
- Dirty Dancers 12 (1997)
- Taboo 17 (1998)
- Nymphomercials (1999)
- Snob Hill (2000)
- Virtual Blowjobs: In Your Face (2001)
- Sex Through the Ages (2002)
- Island Girls (2003)
- Pillow Talk (2004)